# 松本麻依子
松本 麻依子（まつもと まいこ、1974年10月6日 - ）は、日本の元女子プロレスラー。身長164cm、体重70kg、血液型O型。兵庫県神戸市出身。

## 経歴・戦歴
1996年
- 4月29日、東京・後楽園ホールにおいて、対石井里奈戦でデビュー。

## 得意技
- サイド・スープレックス
- アトミック・ドロップ
- 水車落とし
- 水平チョップ

## 入場テーマ曲
- 「MIRACLE」「GAEA REC」に収録。